# اگیندی‌بلاغ (استان قراغندی)
اگیندی‌بلاغ (قزاقی: Егіндібұлақ) یک شهرستان در قزاقستان است که در استان قراغندی واقع شده‌است. این شهرک ۱۰۰۰۰ نفر جمعیت دارد.